# Holland Village

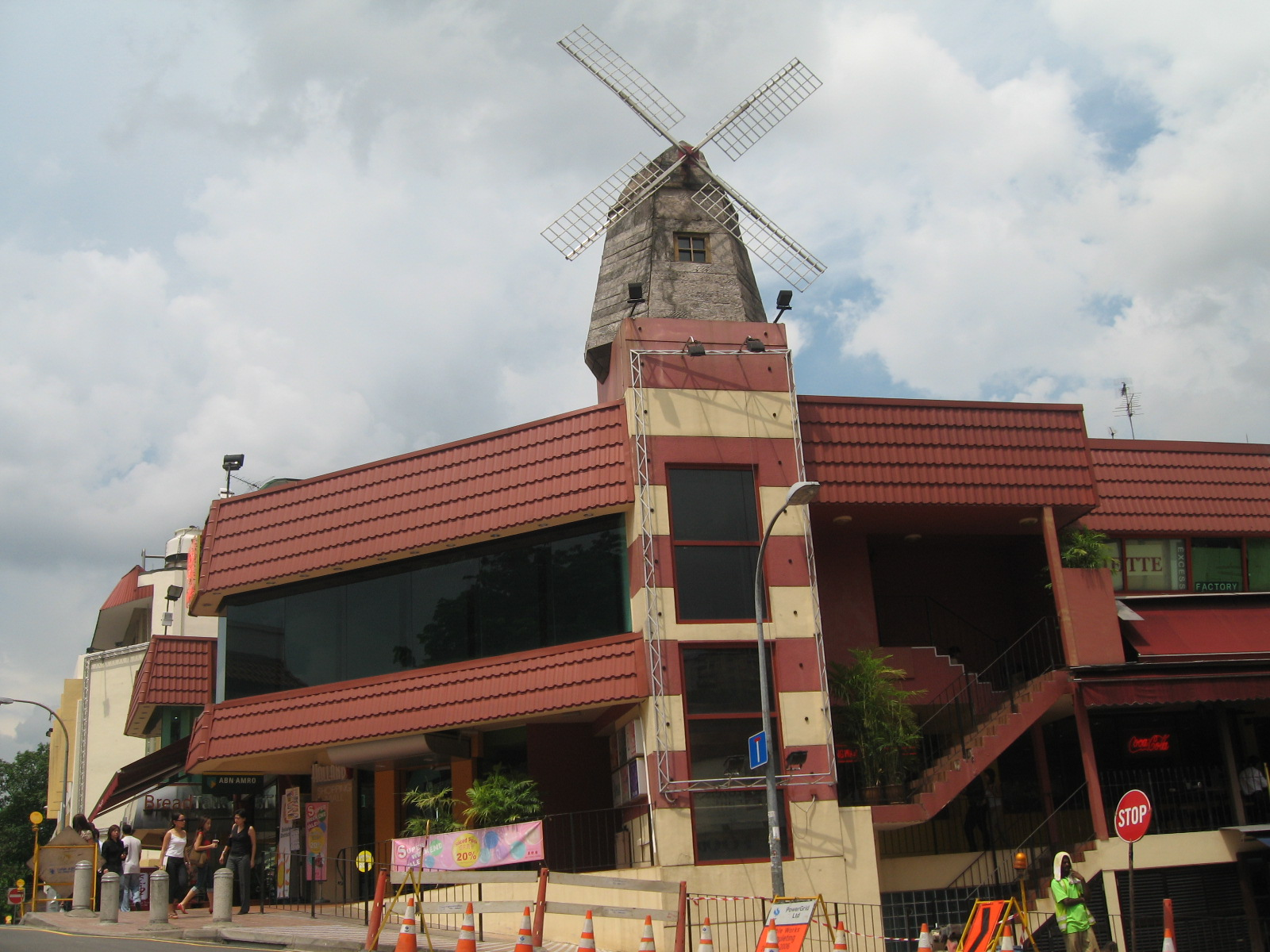
Holland Village

Holland Village, oft abgekürzt als Holland V, ist ein Stadtteil an der Grenze zwischen den Planungsgebieten Bukit Timah und Queenstown in der Central Region von Singapur.

## Geschichte
Holland Village wurde nach der Holland Road benannt, die wiederum 1907 nach Hugh Holland benannt wurde; Holland, ein Architekt und Amateurschauspieler, war ein früher Bewohner der Gegend. Die Straßen 'Holland Avenue', 'Holland Close' und 'Holland Drive' wurden 1972 offiziell nach der Hauptstraße benannt. Holland Road ist in Hokkien als hue hng au bekannt, was "hinter dem Blumengarten" bedeutet. Der "Blumengarten" bezieht sich auf den Botanischen Garten. In den 1960er Jahren wurde die Holland Road über die Ulu Pandan Road sogar zur Clementi Road verlängert.
Am 7. Juli 2016 ereignete sich ein Raubüberfall in der Filiale der Standard Chartered Bank in Holland Village. Unbewaffnet betrat ein männlicher Kaukasier um 11.25 Uhr die Bank und überreichte einer Bankangestellten einen Papierzettel. Minuten später verließ er zu Fuß etwa 30.000 Dollar in bar. Der Verdächtige wurde später in Bangkok festgenommen.

## Lebens
Viele Lebensmittelketten in Singapur wie Crystal Jade, The Coffee Bean & Tea Leaf, Sushi Tei, Subway und Häagen-Dazs befinden sich im Holland Village. Ein rund um die Uhr geöffnetes Kopitiam, ein Markt und ein Food Court mit Essensständen mit lokalen und westlichen Gerichten sind ebenfalls vorhanden. Andere Restaurants sind Starbucks und mehrere Desserts, westliche Küche und japanische Küche. Die Gentrifizierung des Holland V-Gebiets ist durch die gehobeneren gastronomischen Einrichtungen wie die ethnischen Restaurants sowie Franchises wie die Tapas Bar gekennzeichnet. Andere prominente Bars sind Tango's, Baden und Harry's Bar. Wala Wala bleibt jedoch die Grand Dame der Bars entlang der Lorong Mambong-Strecke. Mit seiner entspannten Atmosphäre und der nächtlichen Live-Musik bietet dieser zweistöckige Ständer ein Publikum, das von Studenten bis zu Yuppies reicht.
Als Singapur nach dem Schutzschalter während des COVID-19-Pandemie in Singapur in Phase 2 der Wiedereröffnung eintrat, ordnete die URA die sofortige Schließung eines Restaurants, der British Indian Curry Hut, an. Es darf nur eine Woche lang Speisen zum Mitnehmen anbieten und darf dann am 29. Juni wieder zum Essen geöffnet werden. 5 Personen wurden wegen Verstoßes gegen die Regeln der sozialen Distanzierung zu einer Geldstrafe verurteilt.

## Einkaufszentrum
Holland Village verfügt über eine Vielzahl von kommerziellen Einrichtungen. Im Holland Village gibt es drei Einkaufszentren: Raffles Holland V, Holland Road Shopping Centre und Holland V Shopping Mall.
Entlang von vier Straßen und zwei Einkaufsgebäuden befinden sich Einzelhandelsbetriebe. Diese Straßen sind Jalan Merah Saga und Holland Avenue auf der gleichen Seite und Lorong Liput und Lorong Mambong auf der gegenüberliegenden Seite. Die Einkaufsgebäude sind das Holland Road Shopping Center und die Raffles Holland V Mall entlang der Holland Avenue und die Holland Piazza entlang der Lorong Liput. Diese Gebäude entlang der Holland Avenue werden von Verkäufern oft beiläufig als Holland Village Shopping Centre bezeichnet, das dem Namen nach ein nicht vorhandenes Wahrzeichen ist.

## Verkehr
Holland Village ist über die Holland Road mit der Orchard Road verbunden, aber über die Holland Village MRT-Station der Circle Line erreichbar.

## Politik
Holland Village gehört zum Geschäftsbereich Buona Vista des Tanjong Pagar Group Representation Constituency (GRC), dessen Parlamentsmitglied seit 2011 Minister für Handel und Industrie ist, Chan Chun Sing. Der Wahlkreis war zuvor ein SMC, bis er in Tanjong Pagar GRC in 1997, und dann von 2001 bis 2006 zu Holland-Bukit Panjang GRC und von 2006 bis 2011 zu Holland-Bukit Timah GRC ausgegliedert, bevor er bei den Wahlen 2011 zu Tanjong Pagar zurückkehrte.

## Holland V
Im Jahr 2003 wurde das Viertel Holland Village in einer TV-Serie von Mediacorp vorgestellt und gefilmt. Die Serie mit dem Titel Holland V wurde auf Mediacorp Channel 8 ausgestrahlt und brach Rekorde für die meisten Schauspielnominierungen, die in einem einzigen Jahr an eine Besetzung vergeben wurden, und für die erste Show, die alle vier Schauspielkategorien bei den Star Awards gewann.